# 道の駅こんぜの里りっとう
道の駅こんぜの里りっとう（みちのえき こんぜのさとりっとう）は、滋賀県栗東市荒張にある滋賀県道12号栗東信楽線の道の駅である。駅名は当駅近隣に位置する金勝山（こんぜやま）に由来する。

## 施設
- 駐車場
  - 普通車：29台[4]
  - 大型車：2台[4]
  - 身障者用：2台[4]
- トイレ
  - 男性：大・小8
  - 女性：7
  - 身障者用：2
- レストラン（平日 11:00 - 15:00・土日祝日 11:00 - 15:30）
- 物産館（売店、9:00 - 17:00）[4]

### 管理団体
- 設置者：栗東市
- 指定管理者：滋賀南部森林組合[3][6]

## 休館日
- 毎週水曜日（祝日の場合は翌日）[4]
- 年末年始（12月29日 - 1月4日）[4]

## アクセス
- 滋賀県道12号栗東信楽線 - 登録路線

自動車
- 名神高速道路栗東ICより約20分。
- 新名神高速道路信楽ICより約25分。

## 周辺
- 県民の森[7][8][9] - 当駅に隣接。
  - 1975年（昭和50年）開催の第26回全国植樹祭および1995年（平成7年）開催の第19回全国育樹祭の会場となった[7][9]。また、滋賀日産自動車が命名権（ネーミングライツ）を取得し、「滋賀日産リーフの森」（日産自動車のリーフに由来）の名称が付けられている[7][8]。
- フォレストアドベンチャー・栗東[5]
- 金勝寺
- 旧和中散本舗
- 日本中央競馬会（JRA）栗東トレーニングセンター